# Lunchbox
«Lunchbox» (с англ. — ««Чемоданчик для завтрака»») — песня американской рок-группы Marilyn Manson. Она была выпущена в качестве второго сингла с их дебютного альбома Portrait of an American Family (1994 г.). Песня в стиле хэви-метал, в которой присутствуют элементы дэт-метала, индастриал-музыки и панк-рока, «Lunchbox» была написана одноимённый вокалистом группы, гитаристом Дэйзи Берковиц и бас-гитаристом Гиджет Гейн и спродюсирована Мэнсоном совместно с Трентом Резнором. По словам Берковица, песня была написана как просьба фронтмена «оставить его в покое»; он также был вдохновлён временем, когда Мэнсон защищался от хулиганов коробкой для завтрака от Kiss. В песне присутствуют семплы из песни «Fire» (1968 г.) в исполнении Артура Брауна, музыканта, оказавшего влияние на группу.
«Lunchbox» получил преимущественно положительные отзывы критиков, причём авторы и читатели журнала Metal Hammer отдельно назвали его одной из лучших песен в стиле хэви-метал 1990-х годов; несколько критиков также высоко оценили музыкальность Берковица в этой композиции. Решение группы использовать семпл песни «Fire» помогло возродить интерес к Брауну. Музыкальное видео на эту песню было снято режиссёром-экспериментатором Ричардом Керном и выпущено в 1995 году. В ней «молодого Мэнсона» исполнил шестилетний Роберт Пирс. В клипе молодого Мэнсона мучают хулиганы, прежде чем он становится рок-звездой; другая часть видео показывает группу на роликовом катке. Видео получило неоднозначную реакцию критиков, и «Lunchbox» занял пятое место в чарте Canadian Hot 100.

## Предыстория
По словам Дэйзи Берковиц, «Lunchbox» был написан как «молчаливая просьба к фронтмену остаться наедине со своими мыслями на заднем сиденье шикарного туристического автобуса». Текст песни был вдохновлён использованием Мэнсоном металлической коробки для завтрака (ланчбокс) от группы Kiss, чтобы защититься от школьных хулиганов, инцидент, который побудил школу запретить все металлические коробки для завтрака. Группа исполнила эту песню во время прослушивания для главы A&R компании Sony Records Ричарда Гриффина. Берковиц вспоминал, что Гриффин «лично отверг нас в течение нескольких минут, сказав, что ему понравилось шоу и идея, но не понравился вокалист». Вместо этого лейбл подписал контракт с группой Pearl Jam. «Lunchbox» стала «любимой песней фанатов» на концертах группы; Мэнсон сказал, что во время исполнения песни «я регулярно поджигал ланчбокс, снимал с себя всю одежду и танцевал вокруг неё, пытаясь изгнать из неё бесов». Группа была подписана на лейбл Nothing Records Трента Резнора в 1993 году.

## Выпуск

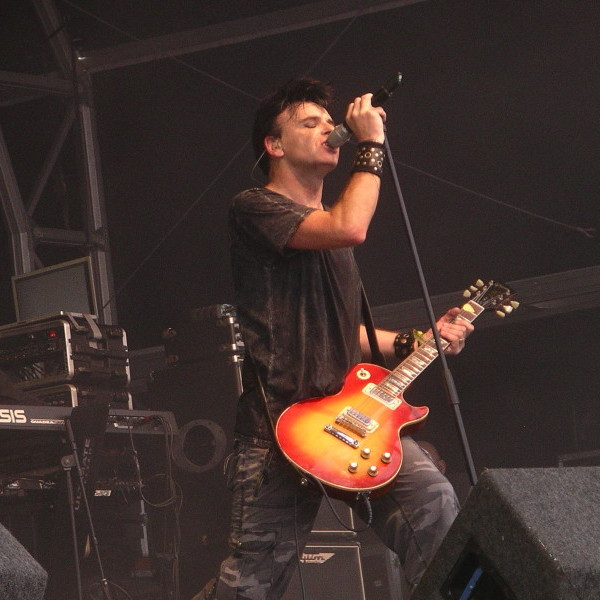
Сингл «Lunchbox» содержит кавер-версию песни «Down in the Park» Гэри Ньюмана.

«Lunchbox» был выпущен в качестве сингла 6 февраля 1995 года вместе с тремя ремиксами песни, созданными клавишником Nine Inch Nails Чарли Клоузером — «Next Motherfucker», «Brown Bag» и «Metal», а также подвергнутой цензуре версией А-сайда под названием «Lunchbox (Highschool Drop-Outs)» и кавер-версию песни «Down in the Park» (1979 г.) Гэри Ньюмана. В своей книге «Мэрилин Мэнсон» Курт Б. Рейли сказал, что «атмосфера отстранённости и подавленной ксенофобии», присутствующая в «Down in the Park», сделала песню хорошо сочетающейся с собственным творчеством группы. И Ньюман, и Рейли отметили, что кавер-версия песни группы значительно переработала оригинальную песню.
Во время записи Би-сайдов для сингла Мэнсон пригласил глухую поклонницу в студию и попросил её раздеться догола. Затем он обложил её хот-догами, свиными ножками и салями. Мадонна Уэйн Гейси начал заниматься с ней сексом и крикнул: «Я собираюсь кончить в твой бесполезный слуховой проход». Когда она принимала душ, Твигги Рамирес и Мэнсон помочились на неё. В своей автобиографии «Долгий, трудный путь из ада» (1998 г.) Мэнсон прокомментировал этот инцидент так: «Я думаю, она тоже считала это искусством и хорошо проводила время».

## Композиция

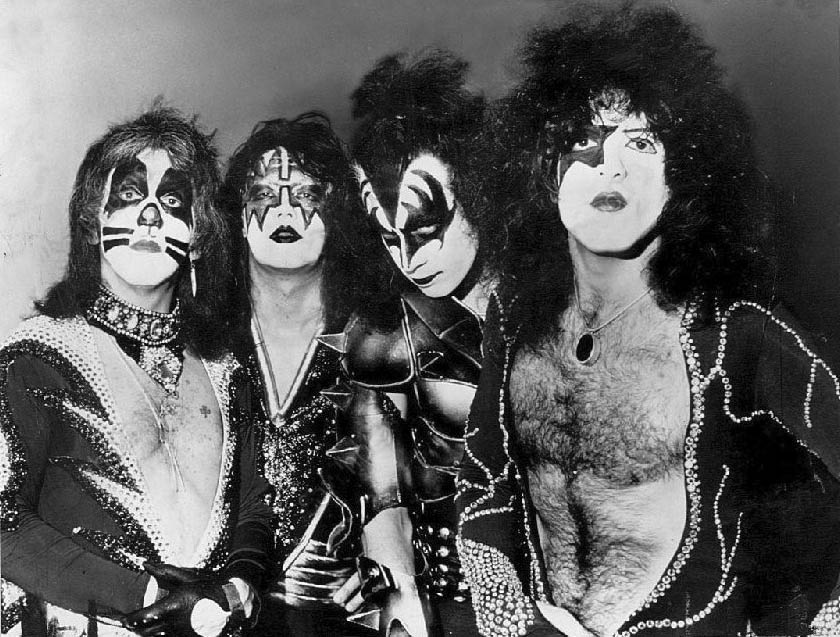
«Lunchbox» был вдохновлён инцидентом, когда Мэнсон защищался от хулиганов с помощью ланчбокса группы Kiss («на фото»)

«Lunchbox» — песня в стиле хэви-метал продолжительностью четыре минуты и тридцать четыре секунды. Трек был написан одноимённым вокалистом группы гитаристом Дэйзи Берковиц и бас-гитаристом Гиджет Гейн и спродюсирован Мэнсоном совместно с Трентом Резнором. В нём присутствуют элементы дэт-метала, индастриал-музыки и панк-рока, и содержится текст песни «I got my lunchbox and I’m armed real well / I wanna grow up / wanna be a big rock-n-roll star / big time rock-n-roll star / so no one fucks with me» (с англ. — «У меня есть ланч-бокс, и я хорошо вооружён. Я хочу быть большой рок-н-ролльной звездой»).
Мэнсон обсуждал значение «Lunchbox» в статье 1999 года журнала Rolling Stone, сказав следующее: «Некоторые журналисты интерпретировали это как песню об оружии. По иронии судьбы, в песне рассказывается о том, как меня дразнили и я отбивался своим ланчбоксом от Kiss, которую я использовал как оружие на детской площадке. В 1979 году металлические ланчбоксы были запрещены, потому что они считались опасным оружием в руках преступников». Комментируя как «Lunchbox», так и «Get Your Gunn», Мэнсон добавил, что «Несколько позитивные послания этих песен обычно являются теми, которые любители сенсаций неверно истолковывают как пропаганду именно этих вещей. Осуждаю». Берковиц сказал для Sun-Sentinel, что повествование песни соответствует представлению Мэнсона о себе как о «изгое, который противостоит насилию, но в процессе попадает в ад от властей».
Кристи Лойе, рецензент Houston Press, сказала, что песня отличается «уровнем культурного анализа», который отличает её от мачо и гетеронормативной хэви-метал музыки 1980-х. «Lunchbox» содержит семплы из песни «Fire» (1968 г.) в исполнении Артура Брауна, пионера прогрессивного рока, чьё творчество повлияло на группу. В песне семпл звучит так, как будто маленькие дети произносят ненормативную лексику, эффект, который, как отметил Мэтт Закосек из The Chicago Maroon, позже был использован на альбоме группы Outkast — Speakerboxxx/The Love Below (2003 г.). Алек Чиллингворт из Metal Hammer счёл, что песня «идиотская, словно топающий крюк» напоминающий на музыку Jack Off Jill.

## Приём критиков

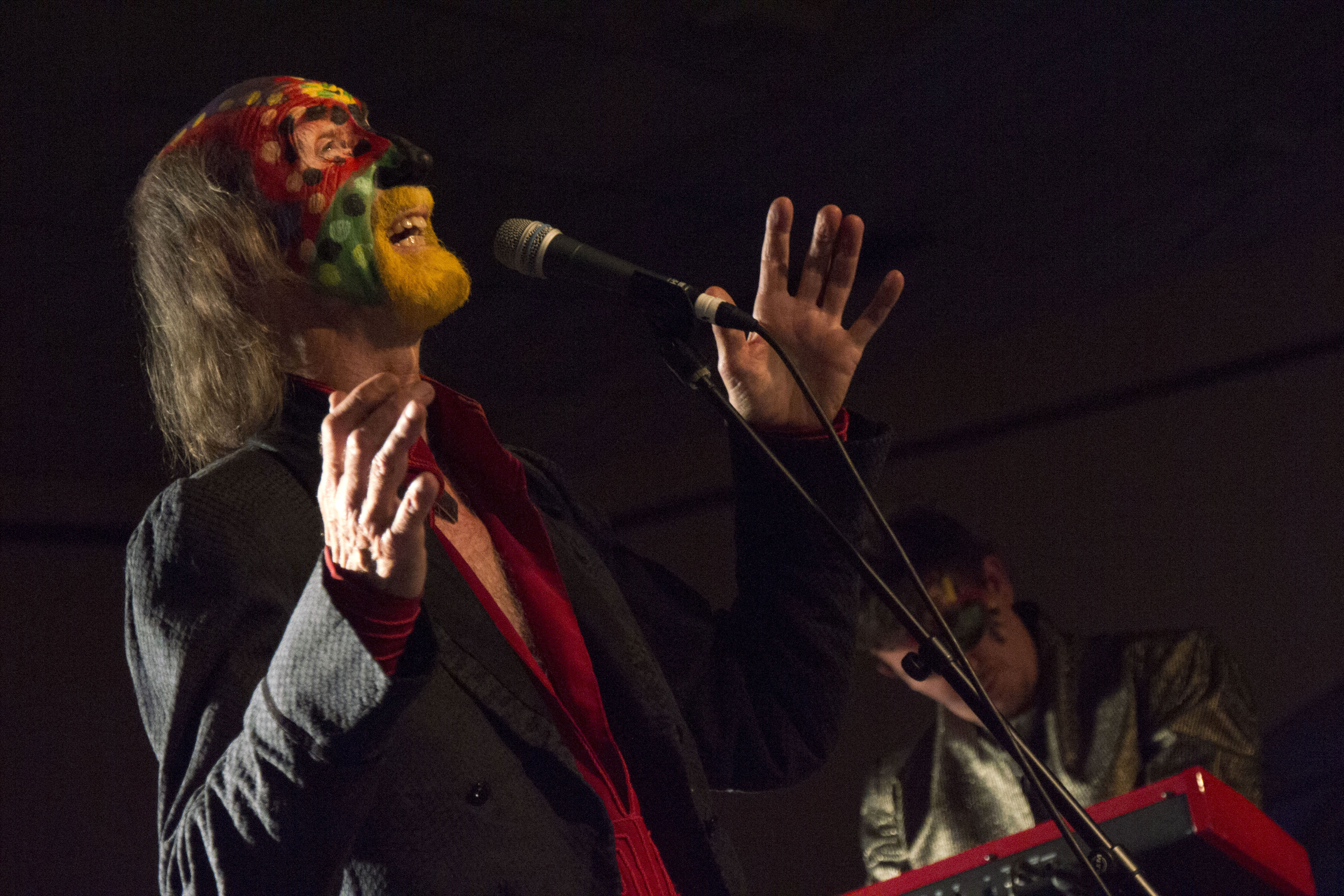
«Lunchbox» помог возродить интерес к Артуру Брауну.

Metal Hammer поставили песню на 66-е место в своём списке «100 лучших метал-песен 1990-х», заявив, что «Семена того, что Мэнсон стал врагом общества номер один в Соединённых Штатах, были посеяны в его дебютном Portrait of an American Family 1994 года, и, несмотря на то, что это не самая страшная песня в истории. В его репертуаре вы просто не можете отрицать силу припева». Читатели Metal Hammer признали трек семнадцатой величайшей хэви-метал песней 1990-х годов. Говард Коэн из The Miami Herald сказал, что «музыкальность Берковица, написание песен, и индустриальная гитара… придали раннему Мэрилину Мэнсону его музыкальную убедительность в таких песнях, как „Lunchbox“, „My Monkey“, „Dope Hat“ и „Cake and Sodomy“». В Exclaim! Моника С. Кюблер назвала трек одной из «незаменимых клубных готически классик из середины 1990-х».
Аналогичным образом, Бен Крэнделл из The Washington Post написал, что «В то время как группа привлекала внимание своими театральными выходками, она процветала в значительной степени благодаря музыкальной достоверности, обеспечиваемой блестящей, индустриальной игрой гитары Берковица в ранних песнях Мэнсона, таких как „Lunchbox“, „Dope Hat“ и кавер-версия их хита Eurythmics „Sweet Dreams (Are Made of This)“». Брэд Миска из Bloody Disgusting сказал, что «грязная, острая и раскованная» песня «была частью моего музыкального пробуждения и самопознания в подростковом возрасте». Он добавил, что после прослушивания трека, «Marilyn Manson быстро стали моей любимой группой». Кристи Лой из The Houston Press назвала трек «свежим» и похвалила его за то, что он вызвал «такой уровень шока и сомнения в приемлемости исполнения, которого не было со времён расцвета глэм/панка 1970-х годов, эпохи Игги Попа и Дэвида Боуи».
Стивен Томас Эрлевайн из AllMusic написал, что «С его безжалостным, но танцевальным индастриал-ритмом и дэт-металлическими гитарами „Lunchbox“ был одним из выдающихся на дебютном альбоме Marilyn Manson Portrait of an American Family». Для MetalSucks Эксл Розенберг назвал «Lunchbox» и «Tourniquet» (1996 г.) один из «лучших ранних материалов Мэнсона», в то время как Джон Хилл из Loudwire сказал, что на треке, Берковиц был «ответственен за некоторые из самых знаковых гитарных работ группы». Джош Сиск из Noisey похвалил «Lunchbox», несмотря на то, что не был поклонником группы. Мэтт Закосек из The Chicago Maroon счёл использование в песне детей, изрыгающих ненормативную лексику, «отчасти нелепым» и «неубедительным ударом по шоковой ценности». Кори Гроу из Rolling Stone Australia отметил, что семплирование группами Marilyn Manson и The Prodigy песни «Fire» помогло возродить интерес к Артуру Брауну, как и каверы на «Fire» The Who и The Ventures; Гроу назвал этот возобновившийся интерес «давно назревшим».

## Музыкальное видео
Режиссёром видеоклипа на песню выступил режиссёр-экспериментатор Ричард Керн; основанный на концепции, созданной Мэнсоном и Керн, в клипе на песню снялся Роберт Пирс, которому в то время было шесть лет, в роли «молодого Мэнсона»; Пирс также выступал в туре с группой и его голос можно услышать как в этой, так и в песне группы «My Monkey». В клипе над Пирсом издеваются по дороге на роликовый каток, когда он несёт свою металлический ланчбокс. Затем он клянётся отомстить и делает себе причёску «ирокез», прежде чем вырасти и стать рок-звездой. Показано, как группа загораживает дорогу роликовым конькобежцам, а ребёнок накладывает грим на Мэнсона. В конце видео ланчбокс «Рэмбо» уничтожается огнём; металлические ланчбоксы «Рэмбо» были последними металлическими ланчбоксами массового производства. Съёмки видео вызвали у Мэнсона негативные воспоминания, поскольку Пирс физически напоминал хулигана, с которым он столкнулся в детстве. Видео было выпущено в 1995.
Metal Hammer сказал, что «видео супер худенькой Маззы без макияжа настолько напоминает 1990-е, что его и сегодня приятно смотреть». Саймон Янг из Team Rock назвал его одним из «классических видео» группы. Джонатан Баркан, пишущий для Bloody Disgusting, сказал: «Я не знаю, что это видео должно попытаться передать… Я чувствую, что это было попыткой быть резкими, но это больше похоже на призыв к вниманию».

## Варианты изданий
Американский вариант сингла
1. «Lunchbox» — 4:34
2. «Next Motherfucker» (Remix) — 4:48
3. «Down in the Park» (Gary Numan cover) — 5:01
4. «Brown Bag» (Remix) — 6:19
5. «Metal» (Remix) — 5:25
6. «Lunchbox» (Highschool Drop-outs) — 4:35

Американский промо-CD
1. «Lunchbox» (High School Drop-outs) — 4:39
2. «Lunchbox» — 4:34
3. «Down in the Park» (Gary Numan cover) — 5:01

## Участники записи[9]
| Marilyn Manson - Мэрилин Мэнсон — вокал, продюсер - Дэйзи Берковиц — гитара - Гиджет Гейн — бас-гитара - Мадонна Уэйн Гейси — клавишные - Сара Ли Лукас — барабаны | Производственный персонал - Шон Биван — музыкальное программирование, продюсер, цифровой монтаж, сведение - Чарли Клоузер — программирование ударных, цифровой монтаж - Ричард Керн — фотограф - Роли Мосиманн — аудиоинженер - Алан Молдер — аудиоинженер, продюсер, ассистент сведения - Твигги Рамирес — синтезаторный бас Moog (в песне «Down in the Park») - Трент Резнор — продюсер - Гэри Талпас — художественное оформление - Крис Вренна — музыкальное программирование, ассистент аудиоинженера |

## Чарты
| Чарт (1997—1999 гг.)           | Позиция в чарте |
| ------------------------------ | --------------- |
| Австралия (ARIA)               | 81              |
| Канада (Billboard)             | 5               |
| Великобритания (UK Rock Chart) | 5               |